# Chasmocephalon
Chasmocephalon es un género de arañas araneomorfas de la familia Anapidae. Se encuentra en Australia.

## Especies
Según The World Spider Catalog 12.0:
- Chasmocephalon acheron Platnick & Forster, 1989
- Chasmocephalon alfred Platnick & Forster, 1989
- Chasmocephalon eungella Platnick & Forster, 1989
- Chasmocephalon flinders Platnick & Forster, 1989
- Chasmocephalon iluka Platnick & Forster, 1989
- Chasmocephalon neglectum O. Pickard-Cambridge, 1889
- Chasmocephalon pemberton Platnick & Forster, 1989
- Chasmocephalon tingle Platnick & Forster, 1989